# محاولة انقلاب 1989 في هايتي
بين 1 و2 أبريل 1989، جرت محاولة انقلاب في هايتي عندما حاولت مجموعة من ضباط الجيش المتمردين الإطاحة بالحكومة العسكرية للجنرال بروسبر أفريل.
وبحسب ما ورد، فإن محاولة الانقلاب، التي شملت إطلاق النار بالقرب من القصر الوطني، قام بها العقيد هيملر ريبو، قائد كتيبة النخبة ليوباردز (المتمركزة في بيتيونفيل، بالقرب من العاصمة بورت أو برانس). تم إحباط المحاولة من قبل القوات الموالية، التي أنقذت أفريل أثناء طرده من قبل الجنود المتمردين إلى مطار بورت أو برنس، ليتم ترحيله إلى جمهورية الدومينيكان المجاورة.